# سرزمین فراوانی
سرزمین فراوانی (انگلیسی: Land of Plenty) یک فیلم درام آمریکایی به کارگردانی ویم وندرس است که در سال ۲۰۰۴ منتشر شد. در این فیلم میشل ویلیامز و جان دیهل ایفای نقش می‌کنند.